# Barbados op de Olympische Zomerspelen 1996
Barbados nam deel aan de Olympische Zomerspelen 1996 in Atlanta, Verenigde Staten. 

## Deelnemers en resultaten

### Atletiek
| Olympiër               | Discipline   | Resultaat | Prestatie |
| ---------------------- | ------------ | --------- | --- |
| Kirk Cummins           | 100m (m)     | 37e       | serie 8: 3e in 10,33 kwartfinale 4: 8e in 10,45                                                                 |
| Obadele Thompson       | 100m (m)     | 10e       | serie 7: 1e in 10,33 kwartfinale 3: 3e in 10,14 halve finale 1: 6e in 10,16                                     |
| Victor Houston         | tienkamp (m) | DNF       | 100m: 9e in 10,76 (915 punten) verspringen: 10e met 7,53m (942 punten) kogelstoten: 36e met 11,97m (605 punten) |
|                        |              |           | |
| Melissa Straker-Taylor | 400m (v)     | 35e       | serie 5: 6e in 52,92                                                                                            |

### Boksen
| Olympiër      | Discipline | Resultaat | Prestatie                                                  |
| ------------- | ---------- | --------- | ---------------------------------------------------------- |
| John Kelman   | -57kg (m)  | 17e       | 1e ronde: V van HUN Nagy: scheidsrechterlijke beslissing   |
| Marcus Thomas | -75kg (m)  | 17e       | 1e ronde: V van ALG Bahari: scheidsrechterlijke beslissing |

### Gymnastiek
| Olympiër         | Discipline               | Resultaat | Prestatie                            |
| ---------------- | ------------------------ | --------- | ------------------------------------ |
| Shane de Freitas | meerkamp individueel (m) | 17e       | kwalificatie: 73e met 103,375 punten |

### Judo
| Olympiër     | Discipline | Resultaat | Prestatie                     |
| ------------ | ---------- | --------- | ----------------------------- |
| Andrew Payne | -71kg (m)  | 21e       | 1e ronde: V van GEO Dgebuadze |

### Schietsport
| Olympiër        | Discipline | Resultaat | Prestatie                                         |
| --------------- | ---------- | --------- | ------------------------------------------------- |
| Michael Maskell | skeet (m)  | 21e       | kwalificatie: 49e met 112 punten (22-22-23-22-23) |

### Zeilen
| Olympiër        | Discipline  | Resultaat | Prestatie                                        |
| --------------- | ----------- | --------- | ------------------------------------------------ |
| O'Neal Marshall | mistral (m) | 41e       | 240 punten: (45-41-44-37-37-40-23-35-27)         |
|                 |             |           |                                                  |
| Rodney Reader   | laser       | 52e       | 444 punten: (52-47-52-46-52-DNF-PMS-48-54-51-42) |

### Zwemmen
| Olympiër        | Discipline          | Resultaat | Prestatie                                  |
| --------------- | ------------------- | --------- | ------------------------------------------ |
| Nicky Neckles   | 100m schoolslag (m) | 35e       | serie 2: 1e in 57,91                       |
| Nicky Neckles   | 200m schoolslag (m) | 28e       | serie 1: 1e in 2.05,88                     |
|                 |                     |           |                                            |
| Leah Martindale | 50m vrije slag (v)  | 5e        | serie 5: 3e in 25,76 finale: 5e in 25,49   |
| Leah Martindale | 100m vrije slag (v) | 12e       | serie 6: 5e in 56,13 finale B: 4e in 56,03 |

Afghanistan · Albanië · Algerije · Amerikaanse Maagdeneilanden · Amerikaans-Samoa · Andorra · Angola · Antigua‑Barbuda · Argentinië · Armenië · Aruba · Australië · Azerbeidzjan · Bahama's · Bahrein · Bangladesh · Barbados · België · Belize · Benin · Bermuda · Bhutan · Bolivia · Bosnië en Herzegovina · Botswana · Brazilië · Britse Maagdeneilanden · Brunei · Bulgarije · Burkina Faso · Burundi · Cambodja · Canada · Centraal-Afrikaanse Republiek · Chili · China · Chinees Taipei · Colombia · Comoren · Congo-Brazzaville · Cookeilanden · Costa Rica · Cuba · Cyprus · Denemarken · Djibouti · Dominica · Dominicaanse Republiek · Duitsland · Ecuador · Egypte · El Salvador · Equatoriaal-Guinea · Estland · Ethiopië · Fiji · Filipijnen · Finland · Frankrijk · Gabon · Gambia · Georgië · Ghana · Grenada · Griekenland · Groot-Brittannië · Guam · Guatemala · Guinee · Guinee-Bissau · Guyana · Haïti · Honduras · Hongarije · Hongkong · Ierland · IJsland · India · Indonesië · Irak · Iran · Israël · Italië · Ivoorkust · Jamaica · Japan · Jemen · Joegoslavië · Jordanië · Kaaimaneilanden · Kaapverdië · Kameroen · Kazachstan · Kenia · Kirgizië · Koeweit · Kroatië · Laos · Lesotho · Letland · Libanon · Liberia · Libië · Liechtenstein · Litouwen · Luxemburg ·  Macedonië · Madagaskar · Malawi · Malediven · Maleisië · Mali · Malta · Marokko · Mauritanië · Mauritius · Mexico · Moldavië · Monaco · Mongolië · Mozambique · Myanmar · Namibië · Nauru · Nederland · Nederlandse Antillen · Nepal · Nicaragua · Nieuw-Zeeland · Niger · Nigeria · Noord-Korea · Noorwegen · Oeganda · Oekraïne · Oezbekistan · Oman · Oostenrijk · Pakistan · Palestina · Panama · Papoea-Nieuw-Guinea · Paraguay · Peru · Polen · Portugal · Puerto Rico · Qatar · Roemenië · Rusland · Rwanda · Saint Kitts en Nevis · Saint Lucia · Saint Vincent en Grenadines · Salomonseilanden · Samoa · San Marino · Sao Tomé en Principe · Saoedi-Arabië · Senegal · Seychellen · Sierra Leone · Singapore · Slovenië · Slowakije · Soedan · Somalië · Spanje · Sri Lanka · Suriname · Swaziland · Syrië · Tadzjikistan · Tanzania · Thailand · Togo · Tonga · Trinidad en Tobago · Tsjaad · Tsjechië · Tunesië · Turkije · Turkmenistan · Uruguay · Vanuatu · Venezuela · Verenigde Arabische Emiraten · Verenigde Staten · Vietnam · Wit-Rusland · Zaïre · Zambia · Zimbabwe · Zuid-Afrika · Zuid-Korea · Zweden · Zwitserland